# Order Zasługi Saary
Order Zasługi Saary (niem. Der Saarländische Verdienstorden) – odznaczenie za zasługi, nadawane przez kraj związkowy RFN Saarę.

## Historia
Order został ustanowiony 10 grudnia 1974 roku przez rząd krajowy landu Saary jako nagroda za wybitne zasługi dla kraju i jego ludności. W przeciwieństwie do wszystkich innych orderów niemieckich państw związkowych nie ustalono dopuszczalnej liczby żyjących posiadaczy odznaczenia. Od chwili ustanowienia orderu do roku 2007 odznaczono nim 366 osób (330 mężczyzn i 36 kobiet). Order jest nadawany przez prezesa krajowej Rady Ministrów na wniosek prezesa landtagu lub ministrów poszczególnych resortów, ale nie przysługuje premierowi z racji urzędu, co ma miejsce w przypadku większości orderów innych państw związkowych.

## Insygnium
Oznaka jednoklasowego orderu to emaliowany na niebiesko ze srebrnym obramowaniem krzyż maltański bez kulek na zakończeniach ramion, o wymiarach 55 x 55 mm. Medalion awersu ukazuje srebrny, nieemaliowany herb Saary, otoczony srebrnym wieńcem z liści dębowych. Order jest noszony na agrafie na lewej piersi, a więc rewers jest srebrny, nieemaliowany i bez jakichkolwiek napisów. Jako jedyne odznaczenie niemieckich krajów związkowych Order Zasługi Saary nie posiada ustawowo określonej wstęgi, pozbawiona jej jest także miniaturka orderu.